# Pont de Iougra
Le pont de Iougra (en russe : Югорский мост) ou pont Valentin Fedorovitch Solokhine (en russe : Валентина Федоровича Солохина) est un pont haubané en semi-harpe sur le fleuve Ob situé près de la ville de Sourgout de le district autonome des Khantys-Mansis–Iougra, en Sibérie occidentale, en Russie. Il permet de relier Sourgout, région pétrolifère au reste de la Russie.

## Histoire
L'intérêt de construire un pont reliant Sourgout au reste de la Russie vient du fait que la ville est un des lieux de production de pétrole en Russie, et que jusqu'à l'ouverture du pont, le trajet se faisait soit par la route d'hiver sur l'Ob en hiver et par ferry le reste de l'année. Ainsi, dans les années 1990, il est décidé de construire un pont, et les travaux commencent en 1995. Le défi est de taille, les matériaux doivent être produit sur-mesure pour resister aux conditions climatiques, les câbles devant résister au gel et aux températures pouvant descendre jusqu'à -60°C.
Dans un premier temps, les constructeurs procèdent à l'installation des pieux, puis à partir de décembre 1998 débute la pose des piliers et du pylône. Le 1er juillet 1999 est achevé la majeure partie des travées dont la principale. En juin 2000, le pont est achevé, et il est inauguré et ouvert le 14 septembre 2000. En 2008, le pont apparaît sur un timbre, et en 2009, un muséum est construit. Il est devenu, dès son achèvement, un lieu touristique ainsi qu'un lieu pour les photographies de mariage.
Lorsque l'ancien chef de la société Mostostroy-11, maître d'œuvre de l'ouvrage, meurt le 20 novembre 2018, il est décidé de nommer le pont en son honneur.

Timbre avec le pont.
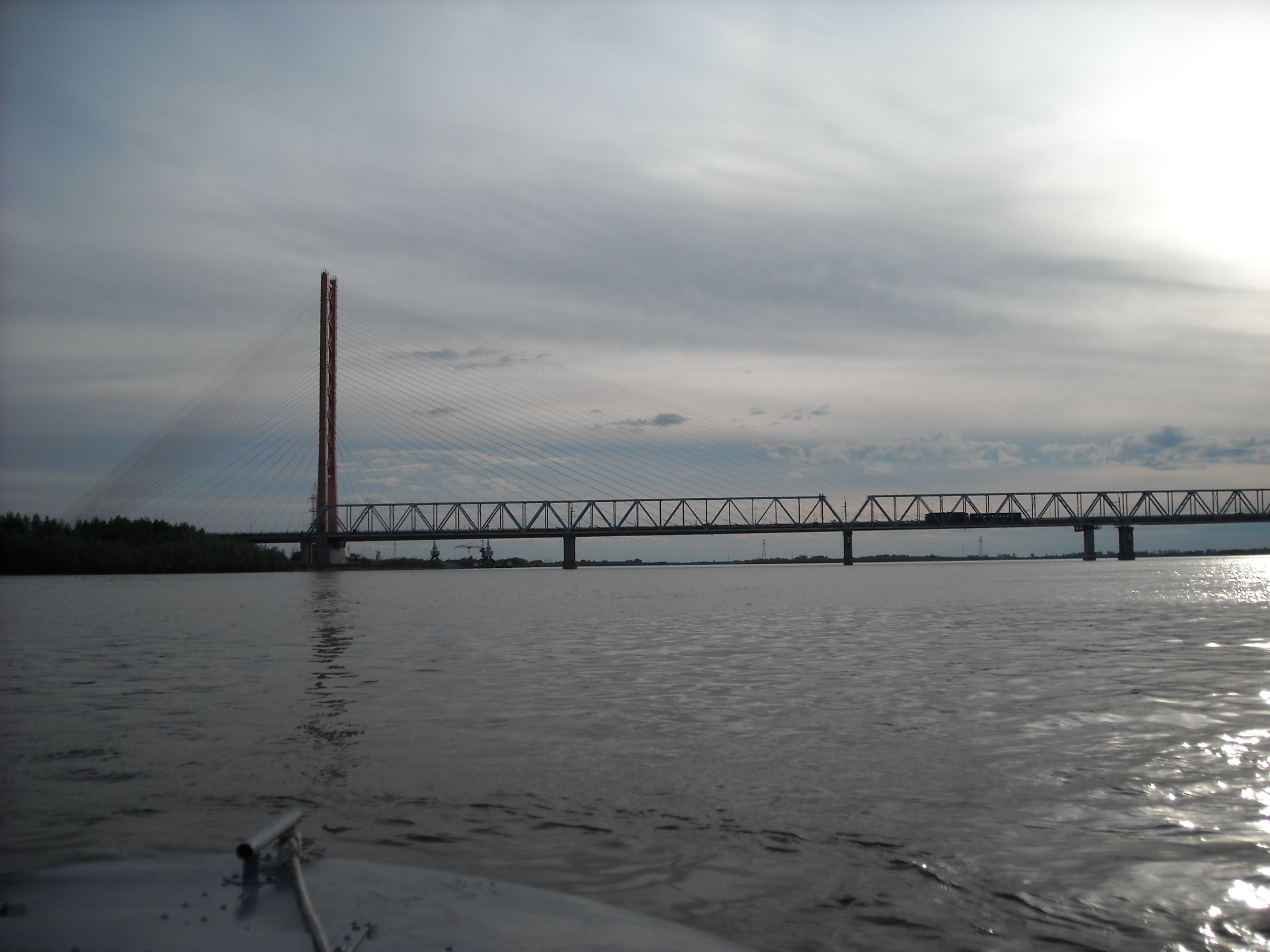
Le pont vu de l'Ob avec le pont ferroviaire en premier-plan.
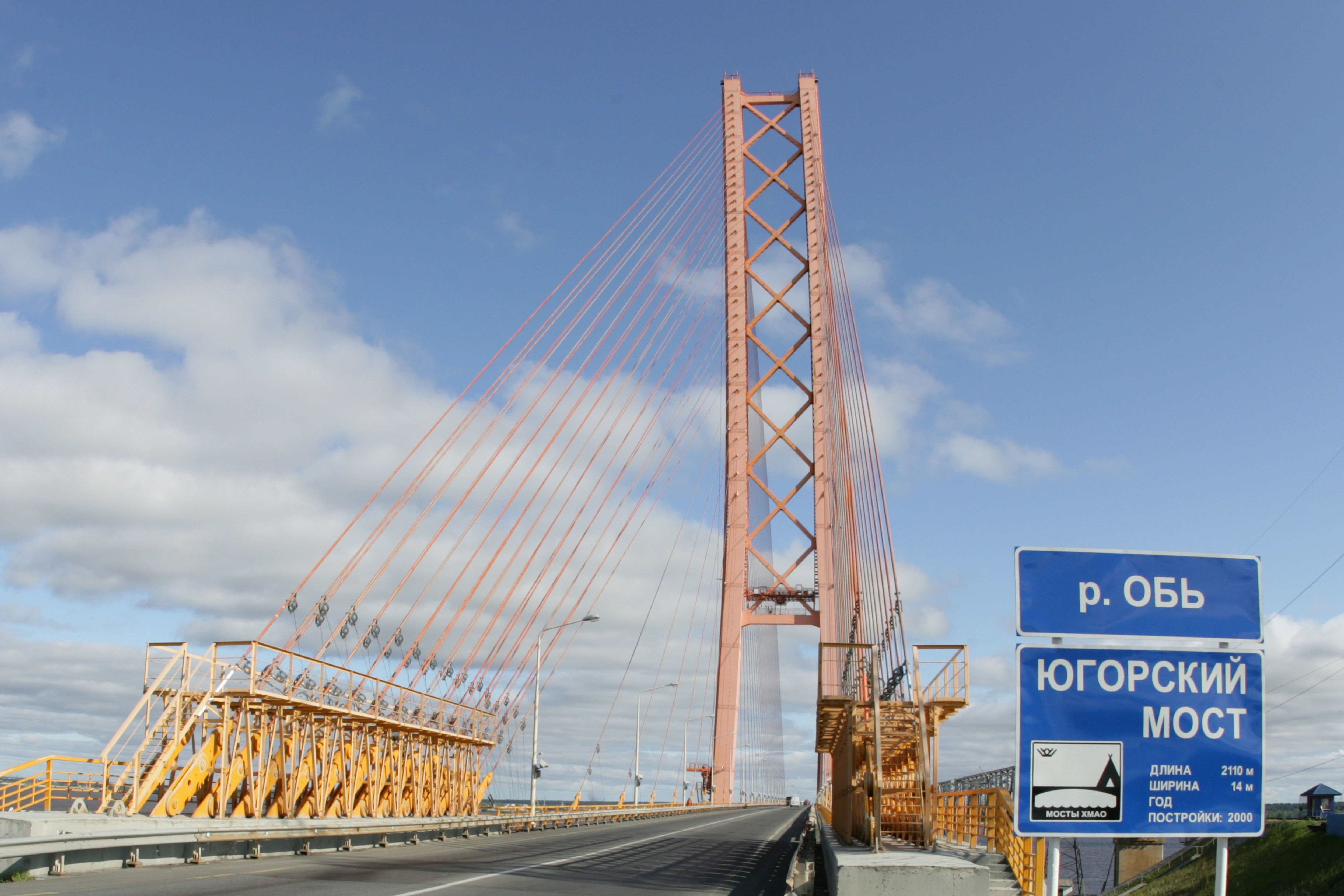
Pylône du pont.